# Сиамская кобра
Сиамская кобра (лат. Naja siamensis) — вид змей из рода настоящие кобры семейства аспидов, обитающий в Юго-Восточной Азии. Эта змея очень ядовитая.

## Внешний вид и строение
Это кобра средней величины с довольно тонким телом по сравнению с другими кобрами. Окрас варьирует от серого до коричневого и чёрного, с белыми пятнами или полосами. Белый узор может быть настолько развитым, что покрывает большую часть тела змеи. В центральном Таиланде широко распространена черно-белая форма, особи из западного Таиланда в основном черные, а особи из других стран обычно коричневые. Узор на капюшоне может иметь форму очком, быть бесформенным или отсутствовать, особенно у взрослых. Взрослые в среднем от 0,9 до 1,2 метров в длину и могут достигать максимума в 1,6 метра, хотя и очень редко.
Этот вид не следует путать с моноклевой коброй (Naja kaouthia), обитающей с ней в одном ареале и имеющей сходный размер и внешний вид.

## Распространение и среда обитания
Naja siamensis обитает в Юго-Восточной Азии, включая Таиланд, Камбоджу, Вьетнам и Лаос. Она встречается в ряде ландшафтов, в том числе низменностях, холмах, равнинах и лесах. Он также встречается в джунглях, и его иногда привлекают населенные пункты из-за крупных популяций грызунов в этих местах.

## Поведение и рацион
Это в основном ночные змеи. Они ведут себя по-разному в зависимости от времени суток. Если человек сталкивается с этой змеёй днём, она обычно пуглива и старается укрыться в ближайшей норе. Однако, когда человек сталкивается с ней в тёмное время суток, она более агрессивна и с большей вероятностью останется на месте приподнявшись и раздув капюшон и может плюнуть ядом. Если ядовитый плевок не срабатывает, она может и укусить. При укусе она часто впивается в жертву и как бы «жуёт» её. Питается в основном грызунами, жабами и другими змеями.

## Размножение и развитие
Naja siamensis — яйцекладущая змея. Самка делает кладки по 13-19 яиц через каждые 100 дней. Детёныши вылупляются через 48-70 дней в зависимости от температуры инкубации. Потомство становится независимым, с момента вылупления. Длина тела новорожденных 12-20 см и, поскольку они обладают полностью развитыми ядовитыми зубами и железами, следует относиться с таким же уважением, как и ко взрослым.